# Fabrizio I. Colonna
Fabrizio I. Colonna (* 1460 in Rom; † 20. März 1520 in Aversa) war ein italienischer Condottiere aus dem Haus der Colonna.

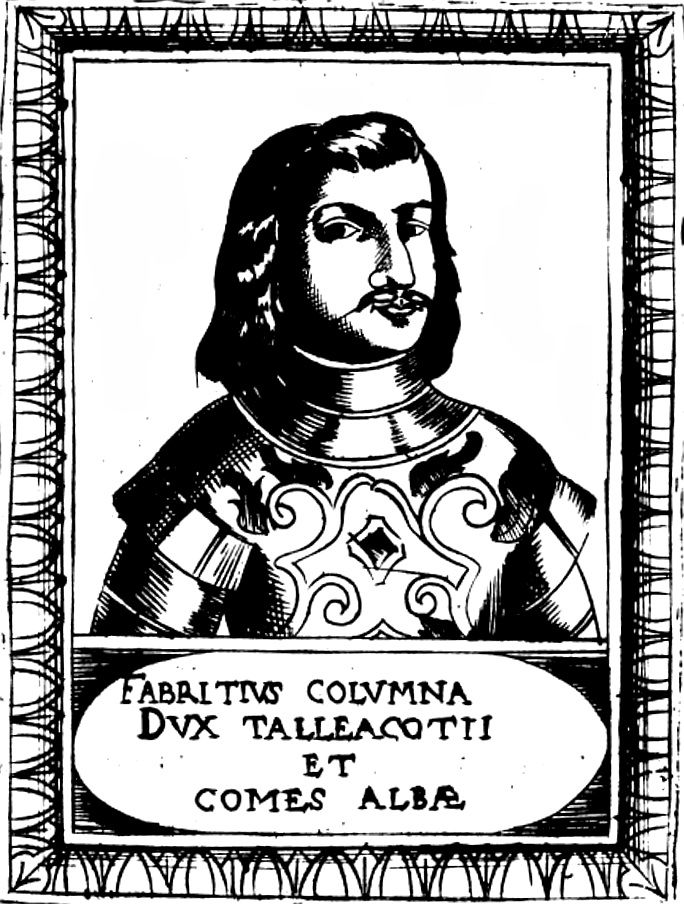
Fabrizio I. Colonna

Wappen der Familie Colonna

Er war Herzog von Paliano, Marchese von Atessa, Graf von Albe, Manoppello und Tagliacozzo, Baron von Civitella Roveto, Herr von Afragola, Anticoli, Arnara, Avezzano, Capranica, Carsoli, Casamassima, Collepardo, Controguerra, Falvaterra, Genazzano, Giuliano di Roma, Marino, Morolo, Piglio, Pofi, Rocca di Cave, Rocca di Papa, Supino, Turi, Vallecorsa und Vico, Vizekönig der Abruzzen und Großkonstabler des Königreichs Neapel. Nach dem GHdA war er Herzog der Marsi und Graf von Tagliacozzo (ab 1497) sowie I. Gran Contestabile des Königreichs Neapel, bestätigt am 20. Dezember 1515.

## Leben

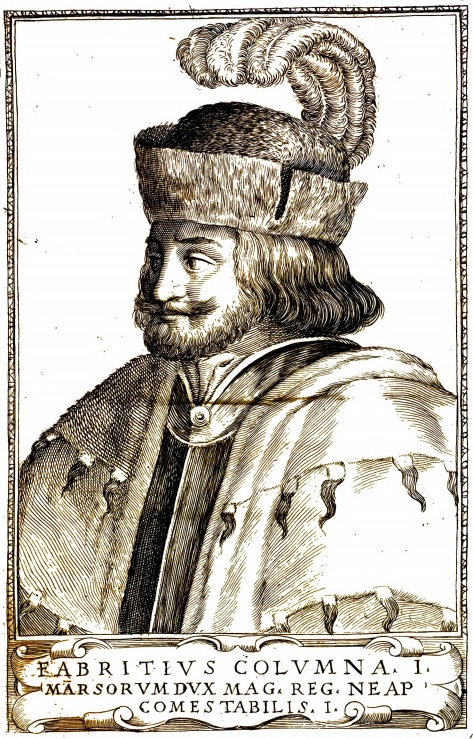
Fabrizio I. Colonna

Als Sohn des Herzogs der Marsi Odoardo Colonna und Filippa Conti gab er 1478 seine kirchliche Laufbahn auf, um sich den Aragoniern anzuschließen und 1480 nach Otranto in den Kampf gegen die Osmanen zu ziehen. Dank seines Bündnisses mit den Aragoniern gelang es ihm, die Grafschaft Albe zum Nachteil von Gentile Virginio Orsini zurückzugewinnen, dem er 1482 auch die Grafschaft Tagliacozzo abnahm, die er im Juni 1484 auf Anordnung von Papst Sixtus IV. zurückgeben musste. Im selben Monat verteidigte er energisch Marino, wo er sich verschanzt hatte, und stimmte zu, es an die rivalisierenden Familien Orsini und Riario abzutreten, um das Leben seines Bruders Lorenzo Oddone zu retten, der ebenfalls auf Befehl von Papst Sixtus IV. enthauptet werden sollte, womit dieser den mit Colonna geschlossenen Pakt brach.
Im Jahr 1485 wurde er zusammen mit seinem Cousin Prospero Colonna im Auftrag von Papst Innozenz VIII. zur Unterstützung der rebellischen Barone entsandt, welche die Unterwerfung von L’Aquila unter den Papst proklamierten, der sie gegen den König des Königreichs Neapel in Schutz nahm.
Er unterstützte die Franzosen, als diese mit Karl VIII. in das Königreich Neapel eindrangen, bis er sich 1495 wieder mit den Aragoniern und den Spaniern verbündete und die Grafschaften Albe und Tagliacozzo zurückgewinnen konnte. Im Jahr 1499 wurde er zum Großkonstabler des Königreichs ernannt, und um dieses Amt auszuüben, ließ er sich in Neapel in einem Palast in der Via Mezzocannone nieder.
Für seine Unterstützung der Aragonier im Jahr 1501 wurde er von Papst Alexander VI., mit dem er zuvor im Kampf gegen die Orsini verbündet war, exkommuniziert, was zur Konfiszierung seines Vermögens führte, das er 1503, im Todesjahr des Papstes, zurückerhielt.
Im Jahr 1502 rekrutierte er zusammen mit seinem Cousin Prospero Colonna die italienischen Ritter, die im Duell von Barletta gegen die Franzosen kämpften, bei der er einer der Kampfrichter war.
Im August 1511 trug er zur Schlichtung der Familienfehde mit den Orsini bei. Vorausgegangen waren tumultartigen Unruhen in Rom, nachdem das Gerücht über den Tod des Papstes Julius II. die Runde gemacht hatten.
Als Generalleutnant der Heiligen Liga kämpfte er von 1509 bis 1515 gegen Ludwig XII. von Frankreich. In der Schlacht bei Ravenna befehligte er 1512 das Heer des Kirchenstaates gegen das von Gaston de Foix befehligte französische Heer. Vergeblich versuchte er Einfluss auf die taktischen Anordnungen des spanischen Heerführers Ramón Folch de Cardona zu nehmen, die am Ende zur Niederlage der spanisch-päpstlichen Truppen beitrugen.
Colonna wurde von Alfonso I. d’Este gefangen genommen, als sich Letzterer sich auf den Weg nach Rom machte, um mit dem Papst ins Gespräch zu kommen. Nach seiner Freilassung bemühte er sich vergeblich um eine Versöhnung der Familie d’Este mit dem Papst, was ihm den Unmut Julius II. einzog. Zusammen mit dem Este floh er aus Rom und musste sich dabei gewaltsam einen Weg durch die Porta San Giovanni bahnen. Nach dem Tod Julius im April 1513 kehrte er wenige Monate später nach Rom zurück, um seine Aufwartung gegenüber dem neuen Papst Leo X. zu machen. Aber auch das Verhältnis zu dem Medici war nicht ungetrübt und der Papst hielt ihm 1516 vor, im Krieg gegen das Herzogtum Urbino für die Della Rovere Partei ergriffen zu haben.
Am 20. Dezember 1515 wurde er im Amt des Großkonstablers des Königreichs bestätigt, das bis 1861 in der Familie vererbt wurde. Fabrizio starb am 20. März 1520 in Aversa und wurde in Paliano beigesetzt.

## Nachkommen
Fabrizio I. Colonna heiratete 1488 Agnese da Montefeltro († 1522), Tochter des Federico da Montefeltro, Herzogs von Urbino, und seiner Gemahlin Battista Sforza, sowie Schwester des Guidobaldo I. da Montefeltro, Herzogs von Urbino, mit der er sechs Kinder hatte:
- Vittoria
- Friedrich
- Ascanio I.
- Ferdinand
- Camillo
- Marcello
- Sciarra
- Beatrice

## In der Literatur
Er gilt als einer der wichtigsten Condottieri seiner Zeit und ist die Hauptfigur in dem literarischen Werk Dell’arte della guerra von Niccolò Machiavelli. Er ist auch als Protagonist in dem Werk De regnandi peritia von Agostino Nifo vertreten und wird im 14. Gesang von Ludovico Ariostos Orlando furioso erwähnt.

## Bildergalerie

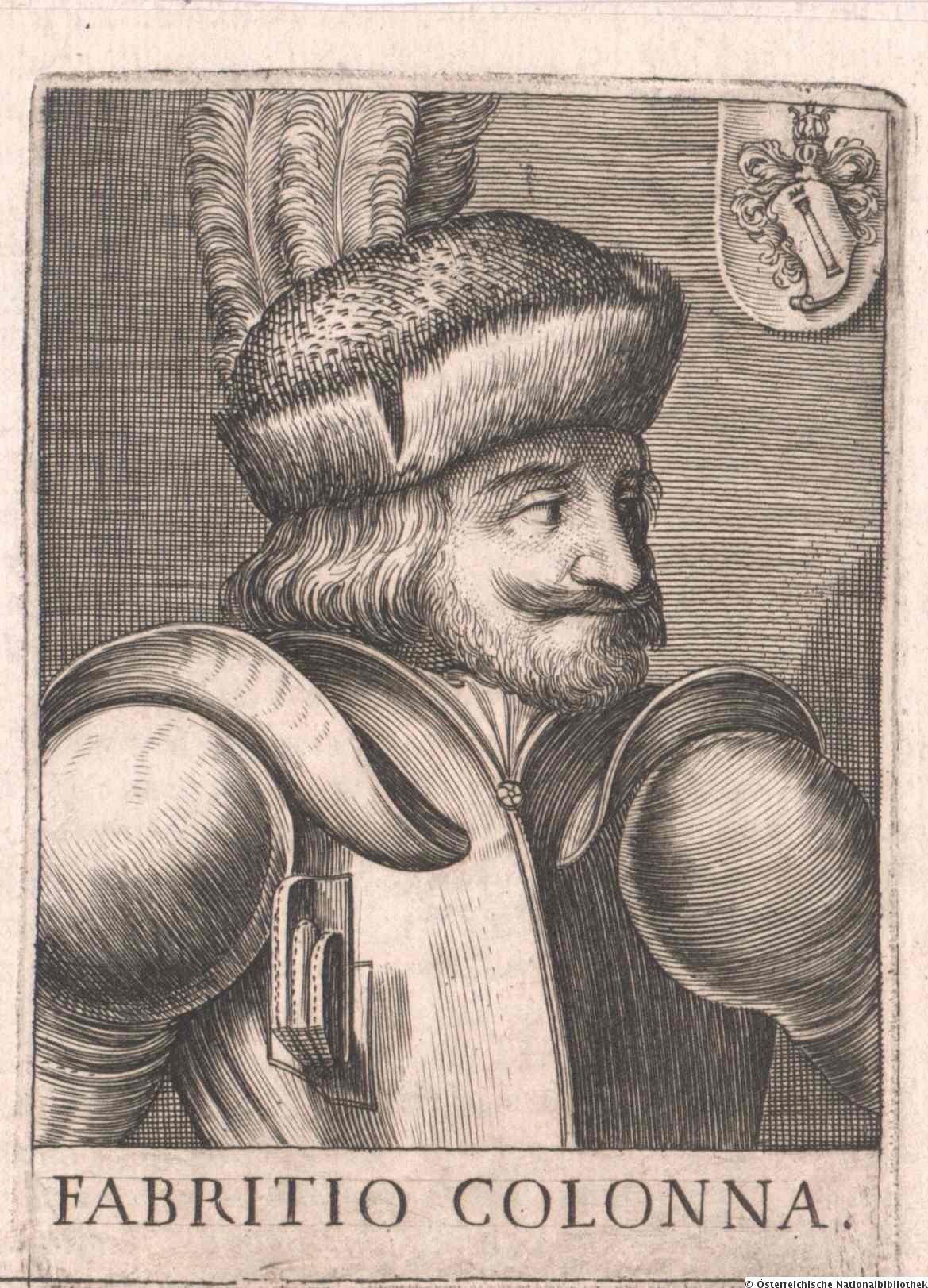
Fabrizio I. Colonna in einem Porträt von 1646
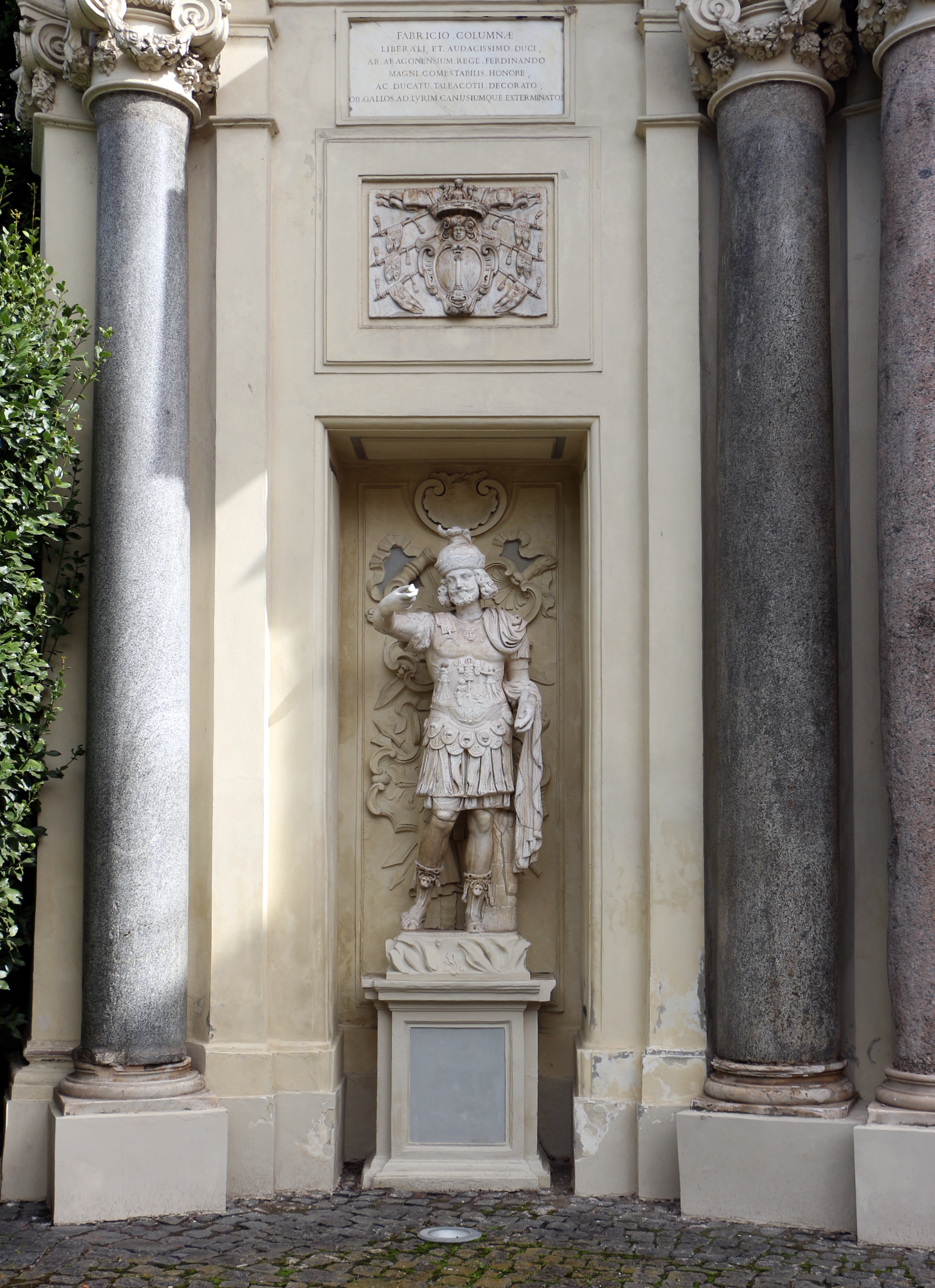
Statue von Fabrizio I. Colonna in den Gärten des Palazzo Colonna
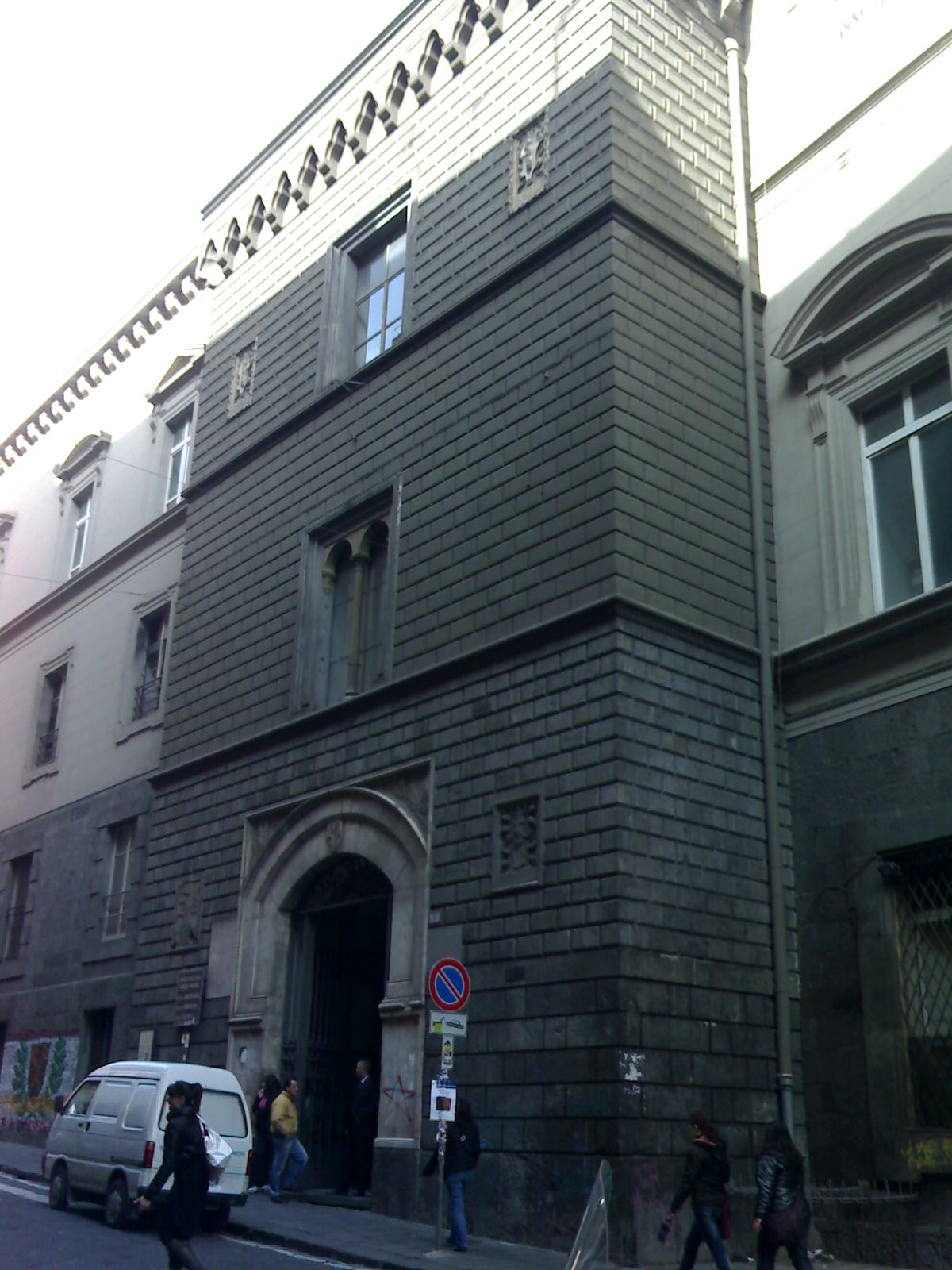
Palast von Fabrizio I. Colonna, in der Via Mezzocannone in Neapel